# 奮起日本
奮起日本（The Sunrise Party of Japan），是由曾为自由民主党的党员的平沼赳夫、与谢野馨等，于2010年（平成22年）4月10日结成的日本的政党。2012年11月13日，奮起日本解散，全部所屬國會議員加入以石原慎太郎為核心的太陽黨。

## 概要
该党系由自2005年离开自民党后即以无党派身份持续活动，并提示了要组建新的保守阵营政党的平沼，判断自民党难以阻止民主党在2010年7月举行的第21届日本参议院议员通常选举中取得单独过半数的席位数量，故与已向自民党提出了退党告知的与谢野等人，联合批判民社国联立政权的势力以及保守势力，结成新党。
2010年4月7日，于幕后支持新党的东京都知事石原慎太郎为新党命名，正式确定名称为“奋起日本”。其他候选名称还有“前进日本”“加油日本”“保护日本”“新党力量”“天亮”“黎明”“黎明的会”。平沼对新党名称表示“平假名应该更符合这个时代吧”。转天的8日，平沼与与谢野就分别就任“代表”与“共同代表”一职达成协议。
以“打倒民主党”“日本复活”“政界重洗牌”为三大口号，正式结党于4月10日。
所属议员与发起人均持“反民主党”的共同立场，但有人也指出了平沼与与谢野之间在政策面上的差异，也有针对此的批评（后述）。不过，鹰派的支持者，或者是所谓“真正保守”的支持者有很多都支持奋起日本党。同时，平沼与小泽一郎是高尔夫球友，也是庆应义塾大学的同窗。此外，与谢野与小泽是围棋棋友，同时这两人和石原又和国民新党党首龟井静香曾经同属同一个自民党的派阀（志帅会与清和会）。

### 2010年参议院通常选举
在2010年的参议院通常选举中，奋起日本拥立了原日本职棒选手中畑清、原自民党参议院议员与总务大臣片山虎之助以及原众议院议员杉村太藏、中山成彬为参议院比例区代表。片山在2007年参议院选举中落选之后，曾经表示了在这次参议院选举中继续代表自民党出马竞选的意向，但自民党表示该党在比例区候选人中设立了年龄限制，故对此不予供认。所以，片山一直希望能够代表其他党参选。
结党后，该党即展开了“公认候选人公开募集”活动，但直至选举公示之日，该党也没有公认任何一位通过这一方法的候选人。
6月18日，中山成彬之妻中山恭子为支援候选的丈夫而脱离自民党，加入奋起日本（奋起日本鼓励夫妇一同入党）。
奮起日本虽未能达到比例区与小选区共确保7席的目标，但在比例区还是获得了一个议席（片山虎之助）。
在2010年6月成立的菅直人內閣前往众参两院进行演讲时，由于当时奮起日本在众院与参院各只有3名、2名议员，未达到要进行代表质询所需的各自至少5名议员的要求，故该党未能进行代表质询。鉴于2010年参院通常选举后，参院仍只有3名议员，对活动造成制约，故奋起日本于7月16日在参议院与新党改革结成了联合党团，党团议员总数增至5名。

### 与谢野馨脱党
2010年12月，菅直人首相等向奋起日本方面提出了组成联合政府的提议，但党内仅有担任共同代表的与谢野馨对此表示赞成；由此，在党内形同被孤立的与谢野于2011年1月13日提出了脱党告知，并被受理。有报导称与谢野将进入菅直人改造内阁，并于菅第二次改造内阁中以无党籍身份担任了经济财政、少子化、社会保障、一体性税制改革担当大臣。对与谢野馨这一选择，奋起日本干事长园田博之批判称“这一行为形同将奋起日本创党时以‘打倒民主党政权’为旗帜的立党精神弃之一旁”。

## 政策
- 超党派共同制定自主宪法。
- 将经济增长与财政重建视为“车的两轮”，考虑通过增加消费税而达到增税的效果。
- 通过根本上改革税制，增加社会保障与福利领域的雇佣扩大。
- 邮政改革问题上，维持全国共通的普遍服务政策。
- 堅決反对外国人参政权与可选择的夫妇别姓。
- 宣示所追求的国家雏形以及达成的道路，诉求于民众的协力与挑战，集合政府全力，对日本进行“集中治疗”。

### 基本政策
于2010年4月26日发布在党的官方网站上。
- 向着“日本复活”：“强大的经济、强大的教育、强大的故乡”
- 向着“强大的经济”：“真正的增长”
  - 分三阶段进行“集中治疗”
  - 向着强大的经济“年长者、女性、年轻人共同奋起！”
  - 强化国际竞争力
- 向着“强大的财政”：“无法逃避的政治”
  - 在下一期通常国会中，为“正面突破”，通过一揽子法案
- 向着“强大的教育”：“对世界的贡献”
  - 继承良好的传统，培养对世界作出贡献的年轻人
- 向着“强大的故乡”：“开放的保守派”
  - 制定自主宪法
  - 传统的价值·文化的保守
  - 尽快解决绑架问题
  - 邮政民营化
  - 能够与亚洲竞争的地域区位经济圈
  - 有希望的农林水产业与可安心的餐桌
  - 充满自然的国土
  - “真正起作用的政府”

## 党势推移

### 众议院
| 选举       | 当选/候选数 | 定数 | 备注 |
| ---------- | ----------- | ---- | ---- |
| （结党时） | 3/-         | 480  |      |

### 参议院
| 选举              | 当选/候选数 | 非改选 | 定数 | 备注         |
| ----------------- | ----------- | ------ | ---- | ------------ |
| （结党时）        | 2/-         | 1      | 242  |              |
| （2010年6月21日） | 3/-         | 2      | 242  | 中山恭子入党 |
| 第22届通常选举    | 1/13        | 2      | 242  |              |

## 所属国会议员
| 平沼赳夫（冈山3区） | 園田博之（熊本4区） |

| 參议院议员 | 參议院议员               | 參议院议员           | 參议院议员 |
| ---------- | ------------------------ | -------------------- | ---------- |
| 2010年改选 | 中川义雄（北海道选举区） |                      |            |
| 2013年改选 | 藤井孝男（岐阜选举区）   | 中山恭子（比例代表） |            |

## 领导层
| 代表             | 代表             | 平沼赳夫   |
| 干事长           | 干事长           | 园田博之   |
| 选举对策委员长   | 选举对策委员长   | 藤井孝男   |
| 参议院代表       | 参议院代表       | 藤井孝男   |
| 参议院干事长     | 参议院干事长     | 片山虎之助 |
| 参议院干事长代理 | 参议院干事长代理 | 中山恭子   |

## 发起人
- 平沼赳夫
- 与谢野馨
- 园田博之
- 藤井孝男
- 中川义雄
- 石原慎太郎

## 批评
与謝野属紧缩政策派，曾作为自民党政调会长，推进日本邮政民营化；平沼属积极政策派，曾因反对邮政民营化法案而离开自民党；而这两个人成为了奮起日本结党的核心人物。所以，一些未加入奮起日本的议员表示，奮起日本“保守色彩太过强烈”，他們“无法与理念及国家观根本不同的人（指与谢野）在一起”。此外，因为奮起日本成员平均年龄偏高（69.6岁），奮起日本被揶揄为“银色（銀髮）新党”（シルバー新党）、“老爷爷新党”（新党おじいさん，鳥越俊太郎語）、“敬老会”（敬老会，宫崎縣知事東國原英夫語）、“枯死的日本”（立ち枯れ日本，眾人之黨渡邊喜美語）、“起来啊日本”（起ちやがれ日本）、“出走老人”（家出老人，民主党渡部恒三語）等。

## 简称问题
2010年4月13日，奋起日本党表示将以“日本”为党的简称，招致曾在选举中使用“日本”这一简称的新党日本党首田中康夫以“可能会导致混乱”表达不快。造成争议的原因是，如果两党在竞选中向同一比例选举区拥立了候选人，则在只书写有“日本”的选票，将由两党根据得票比例进行分配（分配票），导致有可能会出现选票流向与投票人意愿并不一致的情况。不过，由于新党日本放弃了在2010年参议院选举中拥立候选人的计划，使本届选举中不致出现此类状况。

## 脚注
1. ↑  . 毎日新聞. 2010-04-10  [2010-04-10]. （原始内容存档于2010-04-12）.
2. ↑  . 日本経済新聞. 2010-04-07  [2010-04-07]. （原始内容存档于2011-12-09）.
3. ↑  . 読売新聞. 2010-04-06  [2010-04-07]. （原始内容存档于2010-04-08）.
4. ↑  . 産経新聞. 2010-04-09  [2010-04-09]. （原始内容存档于2010-04-12）.
5. ↑   (新闻稿). たちあがれ日本.   [2010-04-10]. （原始内容存档于2010-04-14）.
6. ↑  . 読売新聞. 2010-04-10  [2010-04-10]. （原始内容存档于2010-04-12）.
7. ↑  . 読売新聞. 2010-04-10  [2010-04-14]. （原始内容存档于2010-04-12）.
8. ↑  .   [2010-05-20]. （原始内容存档于2010-05-20）.
9. ↑  . 47NEWS. 2010-06-18  [2010-06-18]. （原始内容存档于2011-09-24）.
10. ↑  . 东京新闻. 2010-06-18  [2010-06-18].[永久]
11. ↑  . 读卖新闻. 2010-06-21  [2010-06-22]. （原始内容存档于2010-06-26）.
12. ↑  . 产经新闻. 2010-06-22  [2010-06-22]. （原始内容存档于2010-06-26）.
13. ↑  . 中日新闻（日语）. 2011-01-13  [2011-01-13].[永久]
14. ↑  . 時事通信社. 2011-01-13  [2011-01-13]. （原始内容存档于2014-09-02）.
15. ↑   (PDF) (新闻稿). たちあがれ日本. 2010-04-26  [2010-04-26].[永久]
16. ↑  . 體育日本. 2010-04-07  [2010-04-07]. （原始内容存档于2010-04-09）.
17. ↑  . 朝日新聞. 2010-04-07  [2010-04-07]. （原始内容存档于2010-04-09）.
18. ↑  . 日刊體育. 2010-04-04  [2010-04-07]. （原始内容存档于2010-04-08）.
19. ↑  . J-CAST. 2010-04-06  [2010-04-07]. （原始内容存档于2019-11-29）.
20. ↑  . Real Live. 2010-04-07  [2010-04-07]. （原始内容存档于2019-11-30）.
21. ↑  「たちあがれ日本」に「家出老人」と皮肉 （页面存档备份，存于）日刊體育
22. ↑  . YOMIURI ONLINE (读卖新闻). 2010-04-13  [2010-04-21]. （原始内容存档于2010-04-15）.
23. ↑  . 时事在线 (时事通信社). 2010-06-21  [2010-06-25].[]